# Wikipédia en estonien
Wikipédia en estonien (en estonien : eestikeelne Vikipeedia) est l’édition de Wikipédia en estonien, parlé en Estonie. L'édition est lancée le 24 août 2002,. Son code est : et.
Au 22 mars 2025, l'édition en estonien contient 251 504 articles et compte 203 412 contributeurs, dont 596 contributeurs actifs et 34 administrateurs.

## Présentation

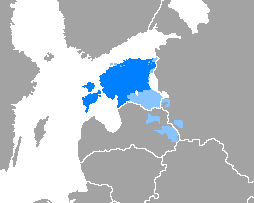
Aire maximale de diffusion de l'estonien et des langues apparentées.

## Statistiques
- En septembre 2012, l'édition en estonien compte quelque 101 000 articles et 51 700 utilisateurs enregistrés.
- Le 27 juin 2019, elle compte 196 207 articles.
- Le 28 septembre 2022, elle contient 230 361 articles et compte 169 688 contributeurs, dont 494 contributeurs actifs et 34 administrateurs.
- Le 12 août 2024, elle contient 246 612 articles et compte 196 067 contributeurs, dont 467 contributeurs actifs et 34 administrateurs.